# Saryarqa Qaraghandy
Saryarqa (kasakhisk: Сарыарқа, tr. Saryarqa; russisk: Сарыарка, tr. Saryarka) er en professionel ishockeyklub fra Qaraghandy i Kasakhstan, som har hjemmebane i Ispalads Qaraghandy-Arena. Klubben har vundet VHL-mesterskabet to gange og det kasakhiske mesterskab tre gange.

## Historie
Klubben blev stiftet i 25. juni 2006, og deltog i dens tre første sæsoner både i den bedste kasakhiske liga og i de lavere rækker i russisk ishockey, dog uden den store succes i nogen af ligaerne. Først da klubben fra 2009 koncentrerede indsatsen om det kasakhiske mesterskab, begyndte de gode resultater. Saryarqa blev kasakhisk mester i 2009-10 og vandt bronzemedaljer de to følgende sæsoner.
Den hjemlige succes banede i 2012 vej for optagelsen i Ruslands næstbedste liga, VHL, hvor holdet spillede de næste otte sæsoner. Allerede i den første sæson i VHL vandt Saryarqa grundspillet og spillede sig frem til slutspilsfinalen, hvor klubben dog tabte med 3-4 i kampe til Toros Neftekamsk. Året efter blev Saryarqa nr. 4 i grundspillet men gik denne gang hele vejen i slutspillet og sikrede sig Petrov-pokalen med en finalesejr på 4-2 i kampe over Rubin Tjumen. I klubbens tredje VHL-sæson gentog den grundspilssejren fra den første sæson men tabte denne gang i semifinalen til Toros Neftekamsk. Og året efter blev slutspilssemifinalen igen endestationen for Saryarqa.
I sæsonen 2018-19 nåede Saryarqa igen slutspilsfinalen på trods af, at holdet kun var sluttet på 10.-pladsen i grundspillet. I finaleserien vandt kasakherne igen over Rubin Tjumen, denne gang med 4-1 i kampe, og dermed blev Saryarqa den første ikke-russiske klub, der vandt Petrov-pokalen for anden gang.
Som følge af de internationale rejserestriktioner under COVID-19-pandemien forlod alle de ikke-russiske hold VHL i 2020. Saryarqa vendte hjem til den nationale kasakhiske liga, Pro Hokei Ligasy, hvor klubben vandt mesterskabet i både 2020-21 og 2021-22.

## Titler og medaljer

### Nationale turneringer
VHL (Petrov-pokalen)
- Guld (2): 2013-14, 2018-19
- Sølv (2): 2012-13
- Vinder af Silkevejspokalen (grundspilsvinder): 2012-13, 2014-15

 Kasakhisk mesterskab
- Guld (3): 2009-10, 2020-21, 2021-22
- Bronze (1): 2023-24

## Sæsoner

### Rusland(2006-09)
Klubben debuterede i 2006 i den tredjebedste række i det russiske ligasystem, Første Liga.
| Rusland | Rusland | Rusland                               | Rusland | Rusland | Rusland | Rusland | Rusland | Rusland | Rusland | Rusland  | Rusland | Rusland                           | Rusland |
| Sæson   | Niveau  | Division                              | Plac.   | K       | V       | Vo      | U       | To      | T       | Målscore | Point   | Kommentar / slutspil              | Ref.    |
| ------- | ------- | ------------------------------------- | ------- | ------- | ------- | ------- | ------- | ------- | ------- | -------- | ------- | --------------------------------- | ------- |
| 2006-07 | 3       | Første Liga, Zone Østsibirien         | 3/14    | 52      | 33      | 0       | 7       | 1       | 11      | 259-115  | 107     |                                   |         |
| 2007-08 | 3       | Første Liga, Zone Sibirien-Fjernøsten | 3/12    | 44      | 30      | 2       | 6       | 1       | 5       | 204-100  | 101     | Oprykning til Højeste Liga        |         |
| 2008-09 | 2       | Højeste Liga, Zone Øst                | 9/10    | 54      | 10      | 3       | -       | 3       | 38      | 119-202  | 39      | Ikke kvalificeret til slutspillet |         |

### Kasakhstan(2006-12)
Sideløbende med deltagelsen i Ruslands liga, deltog klubben også i det kasakhiske mesterskab.
| Kasakhstan | Kasakhstan | Kasakhstan      | Kasakhstan | Kasakhstan | Kasakhstan | Kasakhstan | Kasakhstan | Kasakhstan | Kasakhstan | Kasakhstan | Kasakhstan | Kasakhstan                                       | Kasakhstan |
| Sæson      | Niveau     | Division        | Plac.      | K          | V          | Vo         | U          | To         | T          | Målscore   | Point      | Kommentar / slutspil                             | Ref.       |
| ---------- | ---------- | --------------- | ---------- | ---------- | ---------- | ---------- | ---------- | ---------- | ---------- | ---------- | ---------- | ------------------------------------------------ | ---------- |
| 2006-07    | 1          | Mesterskab      | 4/7        | 24         | 13         | 1          | 1          | 1          | 8          | 118-182    | 43         |                                                  |            |
| 2007-08    | 1          | Første fase     | 3/7        | 24         | 16         | 0          | 1          | 0          | 7          | 132-169    | 49         | Kvalificeret til finalepulje                     |            |
| 2007-08    | 1          | Finaleturnering | 6/6        | 5          | 0          | 0          | 0          | 0          | 5          | 16-27      | 0          |                                                  |            |
| 2008-09    | 1          | Finaleturnering | 4/6        | 6          | 2          | 0          | -          | 0          | 3          | 17-13      | 6          |                                                  |            |
| 2009-10    | 1          | Mesterskab      | 1/8        | 56         | 39         | 3          | -          | 1          | 13         | 218-195    | 124        | Mester (Bejbarys Astana 3-2 i kampe)             |            |
| 2010-11    | 1          | Mesterskab      | 1/10       | 54         | 39         | 6          | -          | 3          | 6          | 220-111    | 132        | Vundet bronzekamp (Ertis Pavlodar 3-2 i kampe)   |            |
| 2011-12    | 1          | Højeste Liga    | 2/10       | 54         | 37         | 3          | -          | 4          | 10         | 228-112    | 121        | Vundet bronzekamp (Arystan Temirtau 3-0 i kampe) |            |

### VHL (2012-20)
I 2012 blev Saryarqa optaget i Ruslands næstbedste række, VHL.
| VHL     | VHL        | VHL       | VHL       | VHL       | VHL       | VHL       | VHL       | VHL       | VHL       | VHL                                                      | VHL  |
| Sæson   | Grundspil  | Grundspil | Grundspil | Grundspil | Grundspil | Grundspil | Grundspil | Grundspil | Grundspil | Slutspil                                                 | Ref. |
| Sæson   | Division   | Plac.     | K         | V         | Vo        | To        | T         | Målscore  | Point     | Slutspil                                                 | Ref. |
| ------- | ---------- | --------- | --------- | --------- | --------- | --------- | --------- | --------- | --------- | -------------------------------------------------------- | ---- |
| 2012-13 | -          | 1/27      | 52        | 33        | 7         | 2         | 10        | 150-189   | 115       | Finalist (Toros Neftekamsk 3-4 i kampe)                  |      |
| 2013-14 | -          | 4/26      | 50        | 23        | 11        | 4         | 12        | 155-104   | 95        | Mester (Rubin Tjumen 4-2 i kampe)                        |      |
| 2014-15 | -          | 1/24      | 52        | 32        | 6         | 2         | 12        | 178-108   | 110       | Semifinalist (Toros Neftekamsk 0-4 i kampe)              |      |
| 2015-16 | -          | 8/26      | 49        | 22        | 7         | 7         | 13        | 133-103   | 87        | Semifinalist (Neftjanik Almetjevsk 0-4 i kampe)          |      |
| 2016-17 | -          | 3/26      | 50        | 29        | 5         | 5         | 11        | 128-170   | 102       | Kvartfinalist (Zauralje Kurgan 2-4 i kampe)              |      |
| 2017-18 | -          | 4/27      | 52        | 28        | 5         | 7         | 12        | 161-108   | 101       | Ottendedelsfinalist (Metallurg Novokuznetsk 3-4 i kampe) |      |
| 2018-19 | -          | 10/29     | 56        | 27        | 7         | 4         | 18        | 164-116   | 72        | Mester (Rubin Tjumen 4-1 i kampe)                        |      |
| 2019-20 | Division D | 4/8       | 54        | 24        | 8         | 7         | 15        | 133-105   | 71        | Ottendedelsfinalist (SKA-Neva 2-4 i kampe)               |      |

### Pro Hokei Ligasy(2020-)
Som følge af de international rejserestriktioner under COVID-19-pandemien forlod alle udenlandske hold den russiske VHL i 2020. Saryarqa vendte hjem til Kasakhstans bedste ishockeyliga, Pro Hokei Ligasy.
| Pro Hokei Ligasy | Pro Hokei Ligasy | Pro Hokei Ligasy | Pro Hokei Ligasy | Pro Hokei Ligasy | Pro Hokei Ligasy | Pro Hokei Ligasy | Pro Hokei Ligasy | Pro Hokei Ligasy | Pro Hokei Ligasy                          | Pro Hokei Ligasy | Pro Hokei Ligasy |
| Sæson            | Grundspil        | Grundspil        | Grundspil        | Grundspil        | Grundspil        | Grundspil        | Grundspil        | Grundspil        | Slutspil                                  | Ref.             |                  |
| Sæson            | Plac.            | K                | V                | Vo               | To               | T                | Målscore         | Point            | Slutspil                                  | Ref.             |                  |
| ---------------- | ---------------- | ---------------- | ---------------- | ---------------- | ---------------- | ---------------- | ---------------- | ---------------- | ----------------------------------------- | ---------------- | ---------------- |
| 2020-21          | 2/13             | 48               | 29               | 5                | 3                | 11               | 167-187          | 100              | Mester (Arlan Koksjetau 4-2 i kampe)      |                  |                  |
| 2021-22          | 1/13             | 48               | 37               | 4                | 1                | 6                | 210-172          | 83               | Mester (Arlan Koksjetau 4-3 i kampe)      |                  |                  |
| 2022-23          | 1/12             | 44               | 37               | 3                | 2                | 2                | 207-181          | 82               | Semifinalist (Nomad Astana 1-4 i kampe)   |                  |                  |
| 2023-24          | 7/11             | 50               | 18               | 6                | 5                | 21               | 137-145          | 53               | Vundet bronzekamp (HK Aktobe 3-2 i kampe) |                  |                  |

## Trænere
Tekst mangler, hjælp os med at skrive teksten